# Perugia
Perugia là thành phố thủ phủ của vùng Umbria miền trung nước Ý, nằm gần sông Tiber, và là thủ phủ của tỉnh Perugia.

## Liên kết
- Official Perugia Website (tiếng Ý)
- Official Perugia Tourism Website Lưu trữ ngày 17 tháng 5 năm 2007 tại Wayback Machine (tiếng Anh) (tiếng Đức) (tiếng Ý)